# 千歲線
千歲線（日语：／ Chitose sen */?）是一條屬於北海道旅客鐵道（JR北海道）的鐵道路線（幹線）。北海道（膽振管內）苫小牧市的沼之端站起與北海道（石狩管內）札幌市白石區的白石站連結的本線，以及北海道（石狩管內）千歲市的南千歲站起分岔至同市的新千歲機場站的支線（機場線）。

## 概要
沼之端站與室蘭本線接續，白石站與函館本線接續。
此線是JR北海道的道內完結路線當中少數全線電氣化的路線。札幌市起往道南、道東的主要幹線，與此同時也是作為前往新千歲機場的連接路線、作為札幌近郊的通勤輸送路線、作為札幌都市圈與往道外的物流路線等多種性質合併的路線。尤其是南千歲以北的路段，是北海道內少數的班次過密運行圖的路線。另外，此線路段也有日本貨物鐵道（JR貨物）的貨物列車運行。
包括支線的全線，連同室蘭本線的苫小牧站－沼之端站間一併成為IC乘車卡「Kitaca」的使用範圍。不過也存在通過札幌啤酒庭園站、植苗站的普通列車。然而，美美站使用人數的減少導致在2017年3月4日廢除。
支線路段加算南千歲站－新千歲機場間的車費，是計算距離後的車費再加算20日圓（2019年之前是140日元）。

### 路線資料
- 管轄（事業類別）、路段（營業距離）
  - 北海道旅客鐵道（JR北海道）：（第一種鐵道事業者）
    1. 沼之端站－白石站間：56.6公里（基本計劃的表示。軌道名稱是苗穗站－沼之端站間）
    2. 南千歲站－新千歲機場站間：2.6公里
      - 全線由JR北海道鐵道事業本部（日语：北海道旅客鉄道鉄道事業本部）管轄。

  - 日本貨物鐵道（JR貨物）：（第二種鐵道事業者）
    1. 沼之端站－白石站間（56.6公里）
- 軌距：1,067毫米（窄軌）
- 站數：16個（包括起終點站）
  - 一般站：1個（島松站）
  - 旅客站：14個
  - 貨物站：1個（札幌貨物總站）
  - 信號場：1個
    - 若只限屬於千歲線的車站，排除沼之端站（屬於室蘭本線[3]）、白石站（屬於函館本線[3]）、札幌貨物總站（屬於函館本線[3]）3個站，一般站1個，旅客站12個，信號場2個。
- 電氣化路段：全線電氣化（交流電20,000 V、50 Hz）
- 複線路段：沼之端站－白石站間
- 單線路段：南千歲站－新千歲機場站間
- 閉塞方式：自動閉塞式
- 最高速度[4][5][6][7][8]：
  - 120公里/小時（沼之端站－白石站間）
  - 95公里/小時（南千歲站－新千歲機場站間）
- 停止裝置：ATS-DN

## 歷史
1926年8月21日，北海道鐵道札幌線舖設完成。當時興建的目的為連接當時的國鐵室蘭本線及函館本線，協助運輸在岩見澤附近煤礦地區開採的煤炭，由室蘭本線經過本路線至其他地區。開業時沼之端站至苗穗站之間每天來回有5班列車，並主要使用客貨混編列車。當時由沼之端站至苗穗站，以及千歲站至苗穗站的時間分別需要2小時20分及1小時30分。由於日膽地區（日高、膽振）的居民持續的需求，室蘭本線的苫小牧站至沼之端站、以及函館本線的苗穗站至札幌站分別於1934年10月1日及1940年10月26日開始有旅客列車行駛，當時由苫小牧站至札幌站的班次為每天來回4班列車，需要時間為約1小時30分。此外，1935年12月1日本線開始使用柴聯車。
第二次世界大戰期間，為了強化戰爭時的運輸體制，當時的第十二航空艦隊司令部於1943年8月1日購入鄰近千歲海軍航空基地的札幌線，成為國鐵千歲線。第二次世界大戰終結後，苫小牧站至札幌站的班次只恢復至每天來回1班列車，而苫小牧站至苗穗站、及苫小牧站至千歲站或惠庭站則有數班列車，直至1950年10月1日才恢復至戰時的每天來回4班列車。而由1953年12月開始所有旅客及混合列車皆由札幌站為起點及終點站。
戰前，連接札幌與函館的路線主要為經過小樽及俱知安的函館本線。而千歲線的道床則相對薄弱，北廣島站至苗穗站之間的路段亦有急彎。不過，函館本線長萬部站至小樽站的「山路」也要經過很多斜坡及山路；與之對比經過室蘭本線長萬部站至沼之端站及千歲線的「海線」較平坦，因此戰爭期間及戰後對路線進行改良以加強運輸能力，轉移函館本線的運輸。
1950年代國鐵開始設定優等列車，1960年代之後，雖然海線路線長度比山線長超過30 km，但是由於路線的周邊環境比較適合高速運輸，令本線確立為函館至札幌的主要幹道。1961年10月1日的時間表修訂後，特急列車「大空」開始行駛。而最初的行駛路線並沒有停靠千歲線內任何一個車站，只停靠苫小牧及札幌。
1965年9月22日開始千歲線進行複線化，1973年9月9日，配合新札幌副都心的開發計劃，北廣島站至苗穗站這段因為線形造成運輸瓶頸的路段進行改建並同時複線化，從而全線完成複線化。1980年10月1日，全線完成電氣化，並開設千歲機場站（現在的南千歲站），成為札幌都市圈的重要運輸路線及前往千歲機場（舊機場）的機場鐵路。
1981年10月1日石勝線開始營運。千歲線與石勝線成為札幌連接帶廣及釧路地區的優等列車路線。過去根室本線的優等列車需要從札幌沿函館本線北上，到達瀧川後再沿根室本線南下到新得，石勝線開業後沿千歲線及石勝線，成為前往道東地區較快速的路線。
1986年11月1日，函館本線長萬部站至小樽站的定期優等列車全部廢除後，千歲線成為優等列車連接札幌及函館的唯一路線，包括特急「北斗」在內的寢台特急、夜行急行及高速貨物列車頻繁地使用此路線，而路線亦進行結構強化及適應高速化的工程。
1987年4月1日進行國鐵分割民營化，本路線由北海道旅客鐵道（JR北海道）繼承。1992年7月1日，千歲線支線（機場線）與新千歲機場客運大樓同日開始投入使用。
2017年5月15日，JR北海道於官方網站公佈，由於新札幌站及千歲站的抗震標準為1970年之前適用的標準，而近期新札幌站出現混凝土剝落的情況，因此2017~2021年將會對架空天橋進行進一步的抗震工程。

### 年表

#### 北海道鐵道札幌線

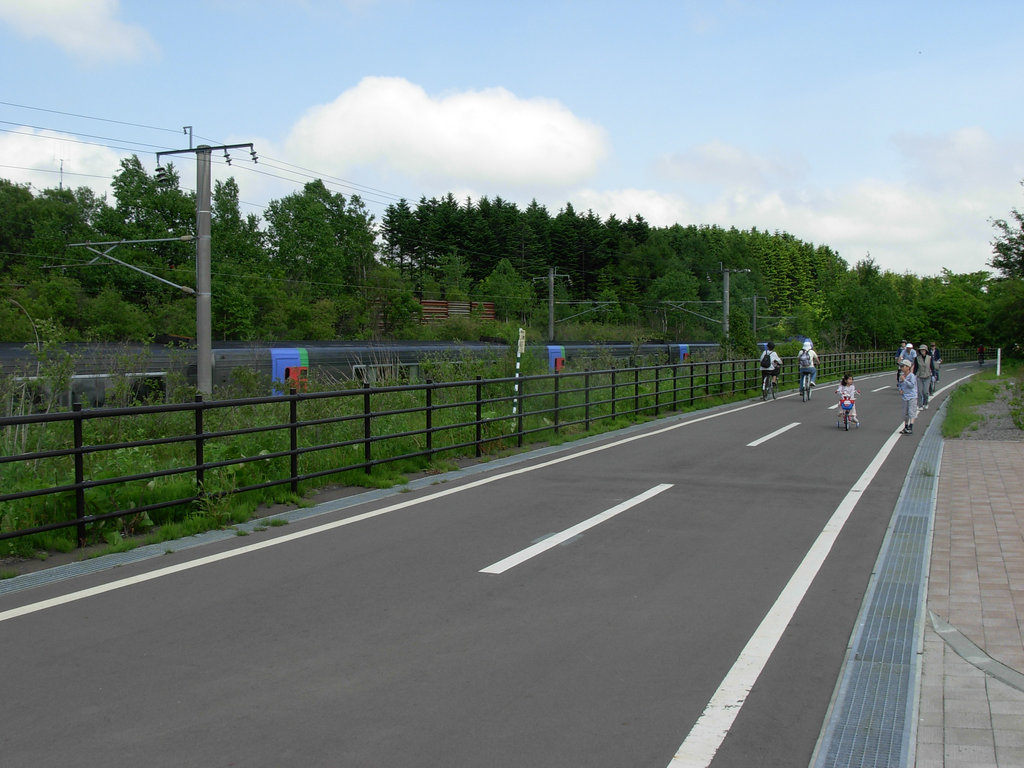
千歲線（舊線）遺址（北海道道1148札幌恵庭自転車道線）與現存的新線（2007年6月）

- 1926年（大正15年）8月21日 - 北海道鐵道札幌線沼之端站至苗穗站路段（62.6 km[9]）開始營運。該路段的植苗站、美美站、千歲站、惠庭站、島松站、北廣島站、上野幌站（初代）、大谷地站、月寒站、東札幌站亦同時設立[10]。
- 1931年（昭和6年）7月25日 - 苗穗站至東札幌站路段電氣化（直流電1,500 V），定山溪鐵道（日语：定山渓鉄道線）的柴油列車開始駛入苗穗站。
- 1934年（昭和9年）10月1日 - 室蘭本線的苫小牧車站至沼之端站路段開始有旅客列車駛入[10]。
- 1935年（昭和10年）12月1日 - 苗穗站至苫小牧站開始使用柴油機車（501型，即國鐵40350型）[10]。
- 1940年（昭和15年）10月26日 - 函館本線的苗穗站至札幌站路段開始有旅客列車駛入[10]。

#### 國有鐵道
- 1943年（昭和18年）8月1日 - 鐵道省購入北海道鐵道並國有化。沼之端站至苗穗站路段改稱為千歲線[17]。
- 1945年（昭和20年）
  - 4月1日 - 上野幌站（初代）開始處理貨物及行李等業務。
  - 11月4日 - 室蘭車站至苗穗站路段開始有同盟國專用列車行駛[12]。
  - 12月25日 - 植苗站開始處理貨物及行李等業務。
- 1946年（昭和21年）11月10日 - 上野站至札幌站之間的同盟國專用列車改為行駛千歲線[12]。
- 1949年（昭和24年）6月1日 - 隨著日本國有鐵道法實施，由日本國有鐵道（國鐵）接管。
- 1955年（昭和30年）6月1日 - 全線使用柴油列車。
- 1957年（昭和32年）
  - 8月12日 - 定山溪鐵道的自行研製柴油列車開始駛入札幌站。
  - 10月1日 - 定山溪鐵道的旅客列車停止駛入苗穗站。同時苗穗站至東札幌站之間的電氣化設備（直流電1,500 V）移除。
- 1958年（昭和33年）
  - 3月1日 - 千歲站至惠庭站之間設置長都臨時乘降場。
  - 7月1日 - 長都臨時乘降場升格為長都站。
- 1959年（昭和34年）
  - 6月6日 - 行駛札幌站至樣似站（經千歲線、日高本線）的準急列車「襟裳」開始行駛。
  - 9月22日 - 行駛札幌站至室蘭站、虻田站（現在的洞爺車站）的準急列車「千歲」開始行駛。
- 1960年（昭和35年）
  - 7月1日 - 行駛函館站至札幌站（經室蘭本線、千歲線）的柴油驅動急行列車「鈴蘭」開始行駛。
  - 8月1日 - 植苗站停止貨物處理。
- 1961年（昭和36年）
  - 1月14日 - 北廣島站至上野幌站（初代）之間設置西之里信號場（初代）。
  - 9月20日 - 大谷地站停止貨物處理。
  - 10月1日 - 隨著更改時間表，行駛函館車站至旭川車站的特急列車「大空」開始行駛。從此之後，主要列車皆行駛千歲線。
- 1964年 - 行駛函館站至釧路車站、網走車站（經室蘭本線、千歲線）的特急列車「鳳凰」開始行駛。
- 1965年（昭和40年）
  - 9月22日 - 千歲站至惠庭站路段完成複線化。
  - 10月1日 - 行駛函館站至旭川站（經室蘭本線、千歲線）的特急列車「北斗」開始行駛。
- 1966年（昭和41年）9月7日 - 惠庭站至北廣島站路段完成複線化。
- 1968年（昭和43年）
  - 8月23日 - 植苗站至美美站路段完成複線化。
  - 10月1日 - 函館本線（貨物支線）的白石站至新札幌站（初代）路段開始營運，同時設立新札幌站（初代）。
  - 11月25日 - 美美站至千歲站路段完成複線化。
- 1969年（昭和44年）
  - 9月25日 - 沼之端站至植苗站路段完成複線化。
  - 11月1日 - 隨著定山溪鐵道線廢除，該鐵道的列車亦停止駛入札幌站。
- 1973年（昭和48年）
  - 7月16日 - 新札幌站（初代）改稱為札幌貨物總站。
  - 9月9日 - 北廣島站至苗穗站（經白石站，19.6 km、複線）的新線正式開始營運[13]。上野幌站進行遷移（成為第2代）並變成無人站[10]。上野幌站（2代）至白石站之間設立新札幌站（2代）[18]。而白石站至苗穗站路段（3.6 km）亦同時屬於函館本線並同時複線化。沼之端站至植苗站之間更改營業距離（-0.1 km）。札幌貨物總站成為貨物支線的終點站及本路線的中途站，並成為連接函館本線及千歲線的連接車站。
  - 9月10日 - 舊線（包括北廣島站至月寒站路段（16.1 km）及東札幌站至苗穗站路段（3.1 km））正式廢除，該路段的西之里信號場（初代）及大谷地站亦同時廢除[10]。月寒站至東札幌站路段（2.7 km）則改為連接白石站並編入函館本線（貨物支線）。
  - 10月1日 - 苗穗站的貨物處理限定在專用線出發的車攜貨運。
- 1974年（昭和49年）10月1日 - 美美站停止行李處理。
- 1976年（昭和51年）10月1日 - 月寒站至東札幌站路段廢除，月寒站同時廢站[10][13]。
- 1980年（昭和55年）
  - 5月1日 - 千歲站停止貨物處理，並由惠庭站接管相關業務[13]。
  - 5月15日 - 沼之端站停止貨物處理。島松站的貨物處理限定在專用線出發的車攜貨運。植苗站停止行李處理。
  - 7月10日 - 千歲市約有4.39 km的道路進行高架化，而千歲站亦轉為高架車站。同時有6個平交道被廢除[13][19]。
  - 10月1日 - 全線（沼之端站至苗穗站）完成電氣化（交流電20,000 V、50 Hz）[13]。美美站至千歲站之間設立千歲機場站。行駛室蘭站、札幌站及旭川站的L特急列車「歐丁香」開始行駛。
- 1981年（昭和56年）3月5日 - 沼之端站至白石站及室蘭本線的沼之端站至室蘭站路段引入調度集中系統（CTC）[20]。
- 1982年（昭和57年）3月1日 - 惠庭站至島松站之間設立惠野站[21][22]。
- 1984年（昭和59年）
  - 2月1日 - 惠庭站停止貨物處理。而沼之端站、島松站、北廣島站停止行李處理。
  - 4月1日 - 沼之端站變成簡易委託站；植苗站、美美站則變成無人站。
- 1985年（昭和60年）3月14日 - 千歲站、惠庭站、白石站停止行李處理。
- 1986年（昭和61年）11月1日 - 新札幌站（2代）至白石站之間設立平和臨時乘降場。隨著函館本線（貨物支線）白石站至東札幌站路段廢除，東札幌站亦同時廢站[10][13]。苗穗站亦停止行李處理。

#### 民營化後
- 1987年（昭和62年）4月1日 - 隨著國鐵分割民營化，北海道旅客鐵道（JR北海道、第一種鐵道事業）繼承全條路線。同時日本貨物鐵道（JR貨物）亦成為沼之端站至白石站的第二種鐵道事業。路線改變為由白石站至沼之端站（56.6 km）。平和臨時乘降場升格為平和站。
- 1988年（昭和63年）11月3日 - 函館本線的琴似站至苗穗站完成交通立體化。同時札幌站至苗穗站路段四線（雙複線）化（函館本線、千歲線）。
- 1990年（平成2年）7月1日 - 長都站至惠庭站之間設立札幌啤酒庭園站[23]。
- 1992年（平成4年）7月1日 - 南千歲站至新千歲機場站的支線（2.6 km）開始營運。同時設立新千歲機場站。而千歲機場站則改稱為南千歲站[15]。
- 1994年（平成6年）
  - 3月1日 - 特急列車「超級北斗」開始行駛，而沼之端站至白石站的最高行駛速度向上修訂為130 km/h。
  - 7月1日 - 北廣島站至上野幌站之間設立西之里信號場（2代）。
- 1997年（平成9年）3月 - 島松站停止貨物列車的停靠。
- 1998年（平成10年）
  - 4月1日 - 上野幌站變成業務委託站。
  - 7月1日 - 平和站變成業務委託站。
- 2000年（平成12年） - 沼之端站停止車站業務的簡易委託（變成無人站）。
- 2002年（平成14年）
  - 3月16日 - 行駛札幌站至旭川站的特急列車「超級白箭號」及快速列車「機場號」開始直接駛入新千歲機場站。
  - 4月1日 - 惠野站變成業務委託站。
- 2007年（平成19年）10月1日 - 全線實施車站編號[24]。
- 2008年（平成20年）
  - 10月25日 - 全線引入智能車票「Kitaca」[25][26]。
  - 11月1日 - 為了應付突發事件而停駛的情況，持有JR車票的乘客及札幌市營地下鐵的乘客可以於其中一方停駛時於指定車站更換車票免費乘搭另一方的列車。而千歲線的新札幌站的指定車站為札幌市營地鐵東西線新札幌站[27]。
- 2009年（平成21年）3月14日 - 全線能夠互相通用智能車票「Kitaca」及「Suica」[28][29]。
- 2013年（平成25年）
  - 3月23日 - 全線能夠互相通用的智能車票由「Kitaca」及「Suica」之外，擴大至「TOICA」、「ICOCA」、「SUGOCA」、「PASMO」、「manaca」、「PiTaPa」、「nimoca」及「快捷卡」[30]。
  - 11月1日 - 由於特急列車「北斗」、「超級北斗」、「鈴蘭」的最高行駛速度下降至120 km/h，而「超級大空」的最高行駛速度則下降至110 km/h。因此，沼之端站至南千歲站的最高行駛速度則下降至120 km/h[5][6]。
- 2014年（平成26年）8月30日 - 由於特急列車「超級十勝」、快速列車「機場」的最高行駛速度下降至120 km/h。因此，南千歲站至白石站的最高行駛速度則下降至120 km/h[5][8]。
- 2017年（平成29年）3月4日 - 美美站廢站[31]。
- 2024年7月11日，JR北海道與北廣島市簽署協議，並宣布將在上野幌站和北廣島站之間興建距離ES CON FIELD HOKKAIDO最近的新車站[32][33][34]。該站於2024年11月開始動工，並預估在2028年中投入使用[32][35][36][37]。

## 運行形態

### 特急列車
千歲線為特急列車運行的重要路線，其中途經千歲線全線的特急列車包括札幌 - 函館間每日11往復的北斗號列車，以及札幌 - 室蘭間每日6往復的鈴蘭號列車。經過部分區間的特急列車則有札幌 - 帶廣間每日5往復的十勝號，和札幌 - 釧路間每日6往復的大空號。
特急列車使用車輛如下：
- 鈴蘭號：789系1000番台、785系電聯車
- 北斗號、十勝號、大空號：Kiha 261系、Kiha 281系柴聯車

### 普通列車
千歲線普通列車全部直通其他路線，大部分列車從札幌始發，也有從函館本線小樽始發的列車。平日非尖峰時段，千歲線每小時單方向約有7~9班普通列車，其中5班為小樽 - 新千歲機場的機場號快速列車，其他普通列車1班為札幌 - 苫小牧直通列車，札幌 - 千歲區間列車每小時1~2班，以及每日6往復由千歲站始發終到，直通石勝線追分站、新夕張站的列車。
普通列車使用車輛包括：
- 電聯車：721系、731系、733系（日语：JR北海道733系電車）、735系（日语：JR北海道735系電車），731系和735系擔當機場號快速列車。
- 柴聯車：
  - Kiha 141系（日语：JR北海道キハ141系気動車），擔當晨間札幌 - 東室蘭，及晚間室蘭 - 札幌，1往復的跨線列車。
  - Kiha 40系、Kiha 150型，擔當石勝線直通列車。

## 車站列表
為方便起見，末端部分所有列車都直通的室蘭本線苫小牧站－沼之端站間、函館本線白石站－札幌站間都會一併記載。另外全線都設有車站編號，但此處不按車站編號順序，而是按沼之端站起往下行方向記述。車站編號的詳細資料參見「日本車站編號」。
- （貨）：貨物專用站、◇：貨物處理站（沒有定期貨物列車的發着）、：特定都區市內制度的「札幌市內」地域車站
- 停靠站
  - 普通…●：所有列車停靠，｜：所有列車通過，▲：一部分列車通過，○：只限早朝、深夜始發
  - 快速「機場」…●：所有列車停車，｜：所有列車通過，▲：只限早朝、深夜停靠
  - 特急、急行…參見#廣域輸送舉出的各列車條
- 所有車站都位於北海道內
- 路線名稱 …※：苫小牧－沼之端間是室蘭本線

### 本線
| 路線名稱 | 電氣化／非電氣化 | 車站編號           | 中文站名         | 日文站名 | 英文站名       | 站間營業距離   | 沼之端起計營業距離 | 普通 | 快速機場 | 特快機場 | 接續路線、備註                                   | 所在地   | 所在地   | 所在地   |
| -------- | ---------------- | ------------------ | ---------------- | -------- | -------------- | -------------- | ------------------ | ---- | -------- | --- | ------------------------------------------------ | -------- | -------- | -------- |
| ※        | 交流電           | H18                | 苫小牧           |          |                | -              | 8.8                | ●    |          | | 北海道旅客鐵道：室蘭本線（東室蘭方向）、日高本線 | 膽振管內 | 苫小牧市 | 苫小牧市 |
| ※        | 交流電           |                    | （貨）苫小牧貨物 |          | /              | 3.4            | 5.4                | ｜   |          | |                                                  | 膽振管內 | 苫小牧市 | 苫小牧市 |
| ※        | 交流電           | H17                | 沼之端           |          |                | 苫小牧起計 8.8 | 0.0                | ●    |          | | 北海道旅客鐵道：室蘭本線（岩見澤方向）           | 膽振管內 | 苫小牧市 | 苫小牧市 |
| 千歲線   | 交流電           | H17                | 沼之端           |          |                | 苫小牧起計 8.8 | 0.0                | ●    |          | | 北海道旅客鐵道：室蘭本線（岩見澤方向）           | 膽振管內 | 苫小牧市 | 苫小牧市 |
| H16      | 交流電           | 植苗               |                  |          | 6.4            | 6.4            | ▲                  |      |          | |                                                  | 膽振管內 | 苫小牧市 | 苫小牧市 |
| （H15）  | 交流電           | 美美信號場         |                  | /        | -              | 13.9           | ｜                 |      |          | | 石狩管內                                         | 千歲市   | 千歲市   |          |
| H14      | 交流電           | 南千歲             |                  |          | 植苗起計 12.0  | 18.4           | ●                  | ●    | ●        | 北海道旅客鐵道：千歲線支線、石勝線                                                                            | 石狩管內                                         | 千歲市   | 千歲市   |          |
| H13      | 交流電           | 千歲               |                  |          | 3.0            | 21.4           | ●                  | ●    | ｜       | | 石狩管內                                         | 千歲市   | 千歲市   |          |
| H12      | 交流電           | 長都               |                  |          | 3.5            | 24.9           | ●                  | ｜   | ｜       | | 石狩管內                                         | 千歲市   | 千歲市   |          |
| H11      | 交流電           | 札幌啤酒庭園       |                  |          | 2.2            | 27.1           | ▲                  | ｜   | ｜       | | 石狩管內                                         | 惠庭市   | 惠庭市   |          |
| H10      | 交流電           | 惠庭               |                  |          | 2.3            | 29.4           | ●                  | ●    | ｜       | | 石狩管內                                         | 惠庭市   | 惠庭市   |          |
| H09      | 交流電           | 惠野               |                  |          | 2.5            | 31.9           | ●                  | ｜   | ｜       | | 石狩管內                                         | 惠庭市   | 惠庭市   |          |
| H08      | 交流電           | 島松◇              |                  |          | 2.2            | 34.1           | ●                  | ｜   | ｜       | | 石狩管內                                         | 惠庭市   | 惠庭市   |          |
| H07      | 交流電           | 北廣島             |                  |          | 6.5            | 40.6           | ●                  | ●    | ｜       | | 石狩管內                                         | 北廣島市 | 北廣島市 |          |
|          | 交流電           | 西之里信號場       |                  | /        | -              | 44.4           | ｜                 | ｜   | ｜       | （冬季期間關閉副本線）                                                                                        | 石狩管內                                         | 北廣島市 | 北廣島市 |          |
| H06      | 交流電           | 上野幌             |                  |          | 8.0            | 48.6           | ●                  | ｜   | ｜       | | 石狩管內                                         | 札幌市   | 厚別區   |          |
| H05      | 交流電           | 新札幌             |                  |          | 2.9            | 51.5           | ●                  | ●    | ●        | 札幌市營地下鐵： 東西線 …新札幌（T19）                                                                        | 石狩管內                                         | 札幌市   | 厚別區   |          |
|          | 交流電           | （貨）札幌貨物總站 |                  | /        | 2.1            | 53.6           | ｜                 | ｜   | ｜       | | 石狩管內                                         | 札幌市   | 白石區   |          |
| H04      | 交流電           | 平和               |                  |          | 新札幌起計 2.9 | 54.4           | ●                  | ｜   | ｜       | | 石狩管內                                         | 札幌市   | 白石區   |          |
| H03      | 交流電           | 白石               |                  |          | 2.2            | 56.6           | ●                  | ▲    | ｜       | 北海道旅客鐵道：函館本線（岩見澤方向）                                                                        | 石狩管內                                         | 札幌市   | 白石區   |          |
| H03      | 交流電           | 白石               | 函館本線         |          | 2.2            | 56.6           | ●                  | ▲    | ｜       | 北海道旅客鐵道：函館本線（岩見澤方向）                                                                        | 石狩管內                                         | 札幌市   | 白石區   |          |
| H02      | 交流電           | 苗穗◇              |                  |          | 3.6            | 60.2           | ●                  | ｜   | ｜       | | 石狩管內                                         | 札幌市   | 中央區   |          |
| 01       | 交流電           | 札幌               |                  |          | 2.2            | 62.4           | ●                  | ●    | ●        | 北海道旅客鐵道：函館本線（小樽方向）、札沼線（學園都市線） 札幌市營地下鐵： 南北線、 東豐線 …札幌（N06、H07） | 石狩管內                                         | 札幌市   | 北區     |          |

1. ↑  1926年8月21日－2017年3月3日是客運站。
2. ↑  1958年3月1日－6月30日是臨時乘降場。
3. 1 2  札幌市營地下鐵東西線的新札幌站是JR北海道千歲線的新札幌站的代替輸送指定站。
4. ↑  1986年11月1日－1987年3月31日是臨時乘降場。
5. ↑  白石站－東札幌站間在1918年10月17日－1945年3月1日是定山溪鐵道。
6. 1 2  札幌市營地下鐵南北線的札幌站是JR北海道的札幌站的代替輸送指定站。
札幌市營地下鐵東豐線沒有被指定為代替輸送。
7. ↑  2013年（平成25年）時，札幌站至函館站的營業距離，沿海線為318.7 km，沿山線為286.3 km，相差32.4 km。
8. ↑  機場本身已於1988年（昭和63年）7月20日正式投入使用。
9. ↑  全日直通運行至函館本線（小樽方向）。
10. ↑  札沼線的正式起點是函館本線桑園站，但運行系統上所有列車都在札幌站發着，當中只有1班來回快速機場號與千歲線直通運行。
11. ↑  車站大樓位於中央區。

### 2024年3月16日起的运行图
2024年3月16日起，千岁线运行图大幅度调整，增加新种别“区间快速机场”，每小时运行1对特别快速机场，3对快速机场，2对区间快速机场，同时日间的普通列车在千岁站以及北广岛站折返。
| 路線名稱 | 電氣化／非電氣化 | 車站編號           | 中文站名         | 日文站名 | 英文站名       | 站間營業距離   | 沼之端起計營業距離 | 普通 | 快速機場 | 特快機場 | 区间快速機場                           | 接續路線、備註                                   | 所在地   | 所在地   | 所在地   |                                        |
| -------- | ---------------- | ------------------ | ---------------- | -------- | -------------- | -------------- | ------------------ | ---- | -------- | -------- | -------------------------------------- | ------------------------------------------------ | -------- | -------- | -------- | -------------------------------------- |
| ※        | 交流電           | H18                | 苫小牧           |          |                | -              | 8.8                | ●    |          |          |                                        | 北海道旅客鐵道：室蘭本線（東室蘭方向）、日高本線 | 膽振管內 | 苫小牧市 | 苫小牧市 |                                        |
| ※        | 交流電           |                    | （貨）苫小牧貨物 |          | /              | 3.4            | 5.4                | ｜   |          |          |                                        |                                                  | 膽振管內 | 苫小牧市 | 苫小牧市 |                                        |
| ※        | 交流電           | H17                | 沼之端           |          |                | 苫小牧起計 8.8 | 0.0                | ●    |          |          |                                        |                                                  | 膽振管內 | 苫小牧市 | 苫小牧市 | 北海道旅客鐵道：室蘭本線（岩見澤方向） |
| 千歲線   | 交流電           | H17                | 沼之端           |          |                | 苫小牧起計 8.8 | 0.0                | ●    |          |          |                                        |                                                  | 膽振管內 | 苫小牧市 | 苫小牧市 | 北海道旅客鐵道：室蘭本線（岩見澤方向） |
| H16      | 交流電           | 植苗               |                  |          | 6.4            | 6.4            | ▲                  |      |          |          |                                        |                                                  | 膽振管內 | 苫小牧市 | 苫小牧市 |                                        |
| （H15）  | 交流電           | 美美信號場         |                  | /        | -              | 13.9           | ｜                 |      |          |          |                                        | 石狩管內                                         | 千歲市   | 千歲市   |          |                                        |
| H14      | 交流電           | 南千歲             |                  |          | 植苗起計 12.0  | 18.4           | ●                  | ●    | ●        | ●        | 北海道旅客鐵道：千歲線支線、石勝線     | 石狩管內                                         | 千歲市   | 千歲市   |          |                                        |
| H13      | 交流電           | 千歲               |                  |          | 3.0            | 21.4           | ●                  | ●    | ｜       | ●        |                                        | 石狩管內                                         | 千歲市   | 千歲市   |          |                                        |
| H12      | 交流電           | 長都               |                  |          | 3.5            | 24.9           | ●                  | ｜   | ｜       | ●        |                                        | 石狩管內                                         | 千歲市   | 千歲市   |          |                                        |
| H11      | 交流電           | 札幌啤酒庭園       |                  |          | 2.2            | 27.1           | ▲                  | ｜   | ｜       | ●        |                                        | 石狩管內                                         | 惠庭市   | 惠庭市   |          |                                        |
| H10      | 交流電           | 惠庭               |                  |          | 2.3            | 29.4           | ●                  | ●    | ｜       | ●        |                                        | 石狩管內                                         | 惠庭市   | 惠庭市   |          |                                        |
| H09      | 交流電           | 惠野               |                  |          | 2.5            | 31.9           | ●                  | ｜   | ｜       | ●        |                                        | 石狩管內                                         | 惠庭市   | 惠庭市   |          |                                        |
| H08      | 交流電           | 島松◇              |                  |          | 2.2            | 34.1           | ●                  | ｜   | ｜       | ●        |                                        | 石狩管內                                         | 惠庭市   | 惠庭市   |          |                                        |
| H07      | 交流電           | 北廣島             |                  |          | 6.5            | 40.6           | ●                  | ●    | ｜       | ●        |                                        | 石狩管內                                         | 北廣島市 | 北廣島市 |          |                                        |
|          | 交流電           | 西之里信號場       |                  | /        | -              | 44.4           | ｜                 | ｜   | ｜       | ●        | （冬季期間關閉副本線）                 | 石狩管內                                         | 北廣島市 | 北廣島市 |          |                                        |
| H06      | 交流電           | 上野幌             |                  |          | 8.0            | 48.6           | ●                  | ｜   | ｜       | ｜       |                                        | 石狩管內                                         | 札幌市   | 厚別區   |          |                                        |
| H05      | 交流電           | 新札幌             |                  |          | 2.9            | 51.5           | ●                  | ●    | ●        | ●        | 札幌市營地下鐵： 東西線 …新札幌（T19） | 石狩管內                                         | 札幌市   | 厚別區   |          |                                        |
|          | 交流電           | （貨）札幌貨物總站 |                  | /        | 2.1            | 53.6           | ｜                 | ｜   | ｜       | ｜       |                                        | 石狩管內                                         | 札幌市   | 白石區   |          |                                        |
| H04      | 交流電           | 平和               |                  |          | 新札幌起計 2.9 | 54.4           | ●                  | ｜   | ｜       | ｜       |                                        | 石狩管內                                         | 札幌市   | 白石區   |          |                                        |
| H03      | 交流電           | 白石               |                  |          | 2.2            | 56.6           | ●                  | ▲    | ｜       | ｜       | 北海道旅客鐵道：函館本線（岩見澤方向） | 石狩管內                                         | 札幌市   | 白石區   |          |                                        |
| H03      | 交流電           | 白石               | 函館本線         |          | 2.2            | 56.6           | ●                  | ▲    | ｜       | ｜       | 北海道旅客鐵道：函館本線（岩見澤方向） | 石狩管內                                         | 札幌市   | 白石區   |          |                                        |
| H02      | 交流電           | 苗穗◇              |                  |          | 3.6            | 60.2           | ●                  | ｜   | ｜       | ｜       |                                        | 石狩管內                                         | 札幌市   | 中央區   |          |                                        |
| 01       | 交流電           | 札幌               |                  |          | 2.2            | 62.4           | ●                  | ●    | ●        | ●        |                                        | 石狩管內                                         | 札幌市   |          |          |                                        |

### 支線
- 所有車站均位於千歲市。
- 所有列車均各站停車。

| 車站編號 | 中文站名   | 日文站名 | 英文站名 | 累計營業距離 | 接續路線、備註                 |
| -------- | ---------- | -------- | -------- | ------------ | ------------------------------ |
| H14      | 南千歲     |          |          | 0.0          | 北海道旅客鐵道：千歲線、石勝線 |
| AP15     | 新千歲機場 |          |          | 2.6          |                                |

### 廢除路段
所在地的名稱以廢除時為準。所有車站都位於北海道（石狩管內）。
- 苗穗站－東札幌站間（3.1公里） - 1973年（昭和48年）9月10日廢除[39]。
- 東札幌站－月寒站間（2.7公里） - 1973年（昭和48年）9月10日編入函館本線（貨物線）後[39]，1976年（昭和51年）10月1日廢除[40]。
- 月寒站－北廣島站間（16.1公里） - 1973年（昭和48年）9月10日廢除[39]。

| 中文站名             | 日文站名 | 站間營業距離 | 營業距離 | 接續路線、備註                                                                                                | 所在地 | 所在地                    |
| -------------------- | -------- | ------------ | -------- | --- | ------ | ------------------------- |
| 苗穗                 |          | -            | 0.0      | 日本國有鐵道：函館本線 札幌市電：苗穗線（苗穗站前停留場） - 1971年10月1日廢除                                 | 札幌市 | 中央區                    |
| 東札幌               |          | 3.1          | 3.1      | 日本國有鐵道：函館本線（貨物支線、白石方向） - 1986年11月1日廢除 定山溪鐵道：定山溪鐵道線 - 1969年11月1日廢除 | 札幌市 | 白石區                    |
| 月寒                 |          | 2.7          | 5.8      | | 札幌市 | 白石區                    |
| 大谷地               |          | 3.1          | 8.9      | | 札幌市 | 白石區                    |
| 上野幌（初代）       |          | 3.5          | 12.4     | | 札幌市 | 白石區 （現在的厚別區）   |
| 西之里信號場（初代） |          | 5.2          | 17.6     | | 札幌郡 | 廣島町 （現在的北廣島市） |
| 北廣島               |          | 4.3          | 21.9     | 日本國有鐵道：千歲線（沼之端方向）                                                                            | 札幌郡 | 廣島町 （現在的北廣島市） |

- 北廣島站－東札幌站間的廢線跡，現在已成為北海道道1148號札幌惠庭自行車道線（日语：北海道道1148号札幌恵庭自転車道線）[41]。

### 過去的接續路線
- 沼之端站：富內線（舊線） - 1943年（昭和18年）11月1日休止（實質廢除）
- 千歲站：
  - 舊海軍千歲第一飛行場軍用線 - 1978年（昭和53年）12月1日廢除[1]
  - 舊海軍第二、第三飛行場（日语：キャンプ千歳）軍用線 - 1976年（昭和51年）廢除[1]

## 其他
2016年（平成28年），JR北海計劃將行走千歲線的快速列車「機場」由現時每小時4班列車（15分鐘時間間隔）增加至每小時5班列車（12分鐘時間間隔），並同時檢討札幌貨物總站與本線相關聯絡線的交通立體化事宜。這是因為札幌貨物總站的貨物列車頻繁地駛入本線，而往千歲方向的貨物列車必須短暫地使用一小段札幌方向的路軌，以現時的鐵路配線情況對於增加班次有一定困難。此外，亦曾考慮增加列車的車卡數目，但這需要對車站月台進行大規模改建，因此不在考慮之列。
而日本職業棒球隊伍北海道日本火腿鬥士檢討及考慮興建新的主場館，以取代現時的主場館札幌巨蛋。而北廣島市亦提出「球場構想」，在北廣島站約1.5公里距離的地方興建「北廣島總合運動公園」以吸引火腿鬥士於該市興建新球場，日本火腿集團已於2018年3月正式決定在北廣島市興建球場，2020年定名為「ES CON FIELD HOKKAIDO」，預定2023年完工啟用。而為了方便前往新球場的遊客，該市要求JR北海道考慮於千歲線設置新車站，而JR北海道亦將此方案列入考慮之列。

## 脚注

### 來源
1. 1 2 3 4  「5.戦時買収」「6.千歳市内における引き込み線」
2. ↑   (PDF). www.jrhokkaido.co.jp.   [2021-05-06]. （原始内容存档 (PDF)于2021-05-06）.
3. 1 2 3  『停車場変遷大事典』 国鉄・JR編
4. ↑   (PDF). JR北海道. 2013-08-28  [2017-09-07]. （原始内容 (PDF)存档于2013-09-21） （日语）.
5. 1 2 3   (PDF). JR北海道. 2013-09-04  [2017-09-07]. （原始内容 (PDF)存档于2013-09-21） （日语）.
6. 1 2   (PDF). JR北海道. 2013-09-20  [2017-09-07]. （原始内容 (PDF)存档于2013-09-21） （日语）.
7. ↑   (PDF). JR北海道. 2013-12-20  [2017-09-07]. （原始内容 (PDF)存档于2013-12-24） （日语）.
8. 1 2   (PDF). JR北海道. 2014-07-04  [2017-09-07]. （原始内容 (PDF)存档于2014-07-14） （日语）.
9. 1 2  . 引自網站.   [2017-09-11]. （原始内容存档于2008-04-08） （日语）.
10. 1 2 3 4 5 6 7 8 9 10 11  . 引自網站.   [2017-09-11]. （原始内容存档于2008-04-07） （日语）.
11. 1 2  . 引自網站.   [2017-09-11]. （原始内容存档于2008-04-08） （日语）.
12. 1 2 3 4  . 引自網站.   [2017-09-11]. （原始内容存档于2008-04-08） （日语）.
13. 1 2 3 4 5 6 7 8 9  . 引自網站.   [2017-09-11]. （原始内容存档于2008-04-08） （日语）.
14. ↑  . フォト北海道. 1981-10-01  [2017-09-08]. （原始内容存档于2015-10-18） （日语）.
15. 1 2  . フォト北海道. 1992-07-01  [2017-09-08]. （原始内容存档于2015-10-18） （日语）.
16. ↑   (PDF). JR北海道. 2017-05-11  [2017-09-08]. （原始内容 (PDF)存档于2017-05-13） （日语）.
17. ↑  . 國立國會圖書館數碼館藏. 1943-07-26  [2017-09-08]. （原始内容存档于2017-09-11） （日语）.
18. ↑  . フォト北海道. 1982-07-25  [2017-09-08]. （原始内容存档于2015-10-18） （日语）.
19. ↑  . フォト北海道. 1980-07-08  [2017-09-08]. （原始内容存档于2015-10-18） （日语）.
20. ↑  . フォト北海道. 1981-03-06  [2017-09-08]. （原始内容存档于2015-10-18） （日语）.
21. ↑  . フォト北海道. 1982-01-03  [2017-09-08]. （原始内容存档于2015-10-18） （日语）.
22. ↑  . フォト北海道. 1983-03-01  [2017-09-08]. （原始内容存档于2015-10-18） （日语）.
23. ↑  . フォト北海道. 1990-06-30  [2017-09-11]. （原始内容存档于2015-10-18） （日语）.
24. ↑   (PDF). JR北海道. 2007-09-12  [2017-09-11]. （原始内容 (PDF)存档于2007-09-30） （日语）.
25. ↑   (PDF). JR北海道. 2008-09-10  [2017-09-11]. （原始内容 (PDF)存档于2008-09-13） （日语）.
26. ↑   (PDF). JR北海道. 2008-10-21  [2017-09-11]. （原始内容 (PDF)存档于2008-10-30） （日语）.
27. ↑   (PDF). JR北海道. 2008-10-29  [2017-09-11]. （原始内容 (PDF)存档于2015-01-10） （日语）.
28. ↑   (PDF). JR北海道. 2008-12-22  [2017-09-11]. （原始内容 (PDF)存档于2008-12-30） （日语）.
29. ↑   (PDF). JR北海道. 2009-03-09  [2017-09-11]. （原始内容 (PDF)存档于2009-03-20） （日语）.
30. ↑   (PDF). JR北海道. 2012-12-18  [2017-09-11]. （原始内容 (PDF)存档于2012-12-24） （日语）.
31. ↑   (PDF). JR北海道. 2016-12-16  [2017-09-11]. （原始内容存档 (PDF)于2017-03-05） （日语）.
32. 1 2   (PDF). 北海道旅客鉄道株式会社. 2024-07-11  [2025-04-11]. （原始内容存档 (PDF)于2024-12-13） （日语）.
33. ↑  . NHK. 2024-07-11  [2025-04-11]. （原始内容存档于2025-04-11） （日语）.
34. ↑  . 日本経済新聞社. 2024-07-11  [2025-04-11]. （原始内容存档于2025-04-11） （日语）.
35. ↑  . NHK. 2024-11-02  [2025-04-11]. （原始内容存档于2025-04-11） （日语）.
36. ↑  . 読売新聞社. 2024-11-03  [2025-04-11]. （原始内容存档于2025-04-11） （日语）.
37. ↑  . 講談社. 2025-01-16  [2025-04-11]. （原始内容存档于2025-04-11） （日语）.
38. ↑   (PDF).   [2024-01-28]. （原始内容存档 (PDF)于2023-12-15）.
39. 1 2 3  『写真で見る北海道の鉄道』上巻（国鉄・JR線） 122-123頁
40. ↑  『写真で見る北海道の鉄道』上巻（国鉄・JR線） 36-37頁
41. ↑  「9.複線化と線路移設」「10.鉄空一貫（まとめとして）」
42. ↑  . 北海道新聞. 2016-10-25  [2017-09-11]. （原始内容存档于2016-10-25） （日语）.
43. ↑  .   [2018-08-10]. （原始内容存档于2018-08-10）.
44. ↑  . 北海道新聞. 2016-12-21  [2017-09-11]. （原始内容存档于2016-12-21） （日语）.
45. ↑  . 北海道新聞. 2016-12-21  [2017-09-11]. （原始内容存档于2016-12-21） （日语）.

## 延伸閱讀

### 資料
- 日本国有鉄道北海道総局（編集・発行）.  下巻. 日本国有鉄道北海道総局. 1981-03: 62–63頁・98頁.
- 日本国有鉄道札幌工事局70年史編集委員会（編）. . 日本国有鉄道札幌工事局. 1977-03: 284.
- 追補編. 苫小牧市. 2001-03.
- . 恵庭市. 1979: 1026.

### 書籍
- 今村都南雄（編著）・行政管理研究センター（監修）. . 中央法規出版. 1997-08. ISBN 978-4-8058-4086-3. ISBN 4-8058-4086-2.
- 石野哲（編集長）. . JTBパブリッシング. 1998-09-19. ISBN 978-4-533-02980-6. ISBN 4-533-02980-9.
- 矢野直美（著）. . 北海道新聞社. 2001-08. ISBN 978-4-89453-161-1. ISBN 4-89453-161-5.
- 田中和夫（監修）. . 上巻 国鉄・JR線. 北海道新聞社（編集）. 2002-07-15: 4–45頁・62–83頁・94–105頁・114–123頁・311–319頁. ISBN 978-4-89453-220-5. ISBN 4-89453-220-4.
- 田中和夫（監修）. . 下巻 SL・青函連絡船他. 北海道新聞社（編集）. 2002-12-05: 245–249. ISBN 978-4-89453-237-3. ISBN 4-89453-237-9.
- 今尾惠介（監修）. . 新潮「旅」ムック 1号・北海道. 新潮社. 2008-05-17. ISBN 978-4-10-790019-7. ISBN 4-10-790019-3.
- 今尾惠介・原武史（監修）. 日本鉄道旅行地図帳編集部（編集） , 编. . 新潮「旅」ムック 1号・北海道. 新潮社. 2010-05-18. ISBN 978-4-10-790035-7. ISBN 4-10-790035-5.

### 雜誌
- 交通協力会（編集）. . 交通恊力會. 1988-03.
- 曽根悟（監修）. 朝日新聞出版分冊百科編集部（編集） , 编. . 週刊朝日百科. 24号 石勝線・千歳線・札沼線. 朝日新聞出版. 2009-12-27: 17–21.

## 外部連結
- 北海道旅客鐵道
  - . 鉄道に関する情報（バリアフリー情報）. 北海道旅客鉄道.   [2016-11-08]. （原始内容存档于2016-11-08） （日语）.
  - . 鉄道に関する情報（バリアフリー情報）. 北海道旅客鉄道.   [2016-11-08]. （原始内容存档于2016-11-08） （日语）.
- 千歳市
  - 守屋憲治（千歳市選挙管理委員会事務局長）. . 1-2. 千歳市.   [2008-04-08]. （原始内容存档于2008-04-08） （日语）.
  - 守屋憲治（千歳市選挙管理委員会事務局長）. . 3-4. 千歳市.   [2008-04-07]. （原始内容存档于2008-04-07） （日语）.
  - 守屋憲治（千歳市選挙管理委員会事務局長）. . 5-6. 千歳市.   [2008-04-08]. （原始内容存档于2008-04-08） （日语）.
  - 守屋憲治（千歳市選挙管理委員会事務局長）. . 7-8. 千歳市.   [2008-04-08]. （原始内容存档于2008-04-08） （日语）.
  - 守屋憲治（千歳市選挙管理委員会事務局長）. . 9-10. 千歳市.   [2008-04-08]. （原始内容存档于2008-04-08） （日语）.